# Єпархії Української православної церкви (Московського патріархату)
Див. також: Єпархія Української православної церкви (Московського патріархату)

Мапа єпархій УПЦ (МП) станом на січень 2019 року.

Єпархії УПЦ московського патріархату (РПЦвУ) — це адміністративні одиниці УПЦ МП, помісні церкви, що очолюються єпархіальними архієреями (єпископами, архієпископами, митрополитами) й об'єднують єпархіальні установи, благочиння, парафії, монастирі, подвір'я (подвор'я), духовні навчальні заклади, братства, сестринства, місії. Станом на травень 2018 року РПЦвУ налічувала 53 єпархії.

## Список
| Назва єпархії           | Дата заснування               | Титул архієрея                       | Правлячий архієрей                  | Юрисдикція | Єпархіальний центр    | Кафедральний собор                            |
| ----------------------- | ----------------------------- | ------------------------------------ | ----------------------------------- | --- | --------------------- | --------------------------------------------- |
| Балтська                | 2012                          | Балтський і Ананьївський             | митрополит Олексій (Гроха)          | Одеська область: Ананьївський, Балтський, Березівський, Великомихайлівський, Захарівський, Іванівський, Кодимський, Любашівський Миколаївський, Окнянський, Подільський, Роздільнянський, Савранський і Ширяївський райони, міста Балта та Подільськ                                                         | Балта                 | Успенський                                    |
| Бердянська              | 2007                          | Бердянський і Приморський            | митрополит Єфрем (Ярінко)           | Запорізька область: Бердянський, Василівський, Гуляйпільський, Більмацький, Пологівський, Приазовський, Приморський, Розівський, Токмацький, Чернігівський та Якимівський райони, міста Бердянськ і Токмак                                                                                                   | Бердянськ             | Собор Різдва Христового                       |
| Білоцерківська          | 1030-ті, 1994                 | Білоцерківський і Богуслаівський     | митрополит Августин (Маркевич)      | Київська область: Білоцерківський, Богуславський, Володарський, Кагарлицький, Миронівський, Рокитнянський, Сквирський, Ставищенський, Таращанський і Тетіївський райони, міста Біла Церква та Ржищів | Біла Церква           | Спасо-Преображенський собор                   |
| Бориспільська           | 2013                          | Бориспільський і Броварський         | митрополит Антоній (Паканич)        | Київська область: Баришівський, Бориспільський, Броварський, Вишгородський, Згурівський, Переяслав-Хмельницький і Яготинський райони, міста Бориспіль та Бровари | Бориспіль             | Покровський собор                             |
| Вінницька               | 1933                          | Вінницький і Барський                | митрополит Варсонофій (Столяр)      | Вінницька область: Барський, Вінницький, Жмеринський, Калинівський, Козятинський, Літинський, Хмільницький райони, міста Вінниця, Жмеринка, Козятин і Хмільник | Вінниця               | Спасо-Преображенський собор                   |
| Вознесенська            | 2012                          | Вознесенський і Первомайський        | митрополит Олексій (Шпаков)         | Миколаївська область: Арбузинський, Братський, Веселинівський, Вознесенський, Врадіївський, Доманівський, Єланецький, Кривоозерський і Первомайський райони, міста Вознесенськ, Первомайськ та Південноукраїнськ                                                                                             | Первомайськ           | Свято-Вознесенський собор (Вознесенськ)       |
| Волинська               | 1799                          | Волинський і Луцький                 | митрополит Нафанаїл (Крикота)       | Волинська область: Горохівський, Камінь-Каширський, Ківерцівський, Локачинський, Луцький, Любешівський, Маневицький і Рожищенський райони, місто Луцьк | Луцьк                 | Покровський собор                             |
| Володимир-Волинська     | 992, 1996                     | Володимир-Волинський і Ковельський   | митрополит Володимир (Мельник)      | Волинська область: Володимир-Волинський, Іваничівський, Ковельський, Любомльський, Ратнівський, Старовижівський, Турійський і Шацький райони, міста Володимир-Волинський, Ковель і Нововолинськ | Володимир-Волинський  | Собор Успіння Пресвятої Богородиці            |
| Горлівська              | 1994                          | Горлівський і Слов'янський           | митрополит Митрофан (Нікітін)       | Донецька область: Лиманський, Слов'янський, Бахмутський, Костянтинівський, Шахтарський, Олександрівський, Добропільський і Покровський райони, міста Бахмут, Горлівка, Дебальцеве, Торецьк, Добропілля, Дружківка, Єнакієве, Хрестівка, Костянтинівка, Краматорськ, Лиман, Покровськ, Слов'янськ і Шахтарськ | Горлівка              | Богоявленський собор                          |
| Дніпропетровська        | 1775, 1803, 1926              | Дніпропетровський і Павлоградський   | митрополит Іриней (Середній)        | Дніпропетровська область: Васильківський, Дніпровський, Межівський, Новомосковський, Павлоградський, Петропавлівський, Покровський, Синельниківський та Юр'ївський райони, міста Дніпро, Новомосковськ, Павлоград, Першотравенськ і Синельникове                                                             | Дніпро                | Свято-Троїцький собор                         |
| Донецька                | 1944                          | Донецький і Маріупольський           | митрополит Іларіон (Шукало)         | Донецька область: Амвросіївський, Старобешівський, Бойківський, Новоазовський, Мангушський, Нікольський, Волноваський, Великоновосілківський, Мар'їнський і Ясинуватський райони, міста Донецьк, Маріуполь, Макіївка, Сніжне, Селидове, Чистякове і Харцизьк, Святогірська лавра                             | Донецьк               | Спасо-Преображенський собор                   |
| Житомирська             | 1799, 1944                    | Житомирський і Новоград-Волинський   | митрополит Никодим (Горенко)        | Житомирська область: Андрушівський, Баранівський, Бердичівський, Житомирський, Коростишівський, Любарський, Новоград-Волинський, Попільнянський, Романівський, Ружинський, Пулинський, Черняхівський і Чуднівський райони, міста Бердичів, Житомир і Новоград-Волинський                                     | Житомир               | Спасо-Преображенський собор                   |
| Запорізька              | 1992                          | Запорізький і Мелітопольський        | митрополит Лука (Коваленко)         | Запорізька область: Великобілозерський, Веселівський, Вільнянський, Запорізький, Кам'янсько-Дніпровський, Мелітопольський, Михайлівський, Новомиколаївський та Оріхівський райони, міста Енергодар, Запоріжжя, Мелітополь                                                                                    | Запоріжжя             | Андріївський собор                            |
| Івано-Франківська       | 1946                          | Івано-Франківський і Коломийський    | єпископ Никита (Сторожук)           | Івано-Франківська область | Івано-Франківськ      | Собор Різдва Христового                       |
| Ізюмська                | 2012                          | Ізюмський і Куп'янський              | архієпископ Іоанн (Терновецький)    | Харківська область: Балаклійський, Барвінківський, Близнюківський, Борівський, Великобурлуцький, Вовчанський, Дворічанський, Зміївський, Ізюмський, Куп'янський, Печенізький, Чугуївський та Шевченківський райони, міста Ізюм, Куп'янськ, Чугуїв                                                            | Ізюм                  | Вознесенський собор                           |
| Кам'янець-Подільська    | 1681, 1993                    | Кам'янець-Подільський і Городоцький  | митрополит Феодор (Гаюн)            | Хмельницька область: Городоцький, Дунаєвецький, Кам'янець-Подільський, Новоушицький і Чемеровецький райони, місто Кам'янець-Подільський | Кам'янець-Подільський | Олександро-Невський собор Георгіївський собор |
| Кам'янська              | 2010                          | Кам'янський і Царичанський           | митрополит Володимир (Орачов)       | Дніпропетровська область: Верхньодніпровський, Криничанський, Магдалинівський, Петриківський, Солонянський і Царичанський райони, міста Вільногірськ та Кам'янське | Кам'янське            | Свято-Миколаївський собор                     |
| Київська                | 988                           | Київський і всієї України            | митрополит Онуфрій (Березовський)   | місто Київ, Київська область: Бородянський, Васильківський, Іванківський, Києво-Святошинський, Макарівський, Обухівський, Фастівський райони, міста Березань, Буча, Васильків, Ірпінь, Переяслав, Прип'ять, Славутич і Фастів                                                                                | Київ                  | Трапезний собор Антонія і Феодосія Печерських |
| Кіровоградська          | 1947                          | Кіровоградський і Новомиргородський  | митрополит Миколай (Почтовий)       | Кіровоградська область: Вільшанський, Гайворонський, Голованівський, Добровеличківський, Кропивницький, Маловисківський, Новоархангельський, Новомиргородський, Новоукраїнський та Благовіщенський райони, місто Кропивницький                                                                               | Кропивницький         | Собор Різдва Богородиці                       |
| Конотопська             | 1993                          | Конотопський і Глухівський           | митрополит Роман (Кимович)          | Сумська область: Глухівський, Конотопський, Кролевецький, Буринський, Путивльський, Середино-Будський, Шосткинський і Ямпільський райони, міста Глухів, Конотоп і Шостка | Глухів                | Трьоханастасіївський собор                    |
| Кременчуцька            | 2007                          | Кременчуцький і Лубенський           | митрополит Миколай (Капустін)       | Полтавська область: Глобинський, Гребінківський, Козельщинський, місто Кременчук, Кременчуцький, Лохвицький, Лубенський, Оржицький, Пирятинський, Семенівський, Хорольський і Чорнухинський райони, міста Кременчук і Лубни                                                                                  | Кременчук             | Успенський                                    |
| Криворізька             | 1996                          | Криворізький і Нікопольський         | митрополит Єфрем (Кицай)            | Дніпропетровська область: Апостолівський, Криворізький, Нікопольський, П'ятихатський, Софіївський, Томаківський і Широківський райони, міста Жовті Води, Кривий Ріг, Марганець, Нікополь, Покров і Тернівка                                                                                                  | Кривий Ріг            | Спасо-Преображенський собор                   |
| Луганська               | 1944, 1991                    | Луганський і Алчевський              | митрополит Пантелеймон (Поворознюк) | Луганська область: Біловодський, Марківський, Міловський, Новоайдарський, Перевальський, Слов'яносербський і Станично-Луганський райони, міста Алчевськ, Брянка, Хрестівка, Лисичанськ, Луганськ, Сокологірськ і Кадіївка                                                                                    | Луганськ              | Володимирський собор                          |
| Львівська               | 1120, 1539, 1945              | Львівський і Галицький               | митрополит Філарет (Кучеров)        | Львівська область | Львів                 | Георгіївський                                 |
| Миколаївська            | 1992                          | Миколаївський та Очаківський         | митрополит Питирим (Старинський)    | Миколаївська область: Баштанський, Березанський, Березнегуватський, Вітовський, Казанківський, Миколаївський, Новобузький, Новоодеський, Очаківський і Снігурівський райони, міста Миколаїв та Очаків | Миколаїв              | Собор Різдва Богородиці                       |
| Могилів-Подільська      | 2013                          | Могилів-Подільський і Шаргородський  | митрополит Агапіт (Бевцик)          | Вінницька область: Крижопільський, Могилів-Подільський, Мурованокуриловецький, Піщанський, Томашпільський, Чернівецький, Шаргородський та Ямпільський райони, місто Могилів-Подільський | Могилів-Подільський   | Миколаївський                                 |
| Мукачівська             | 940, 1945                     | Мукачівський і Ужгородський          | митрополит Феодор (Мамасуєв)        | Закарпатська область Берегівський, Великоберезнянський, Воловецький, Іршавський, Мукачівський, Перечинський, Свалявський і Ужгородський райони, міста Берегове, Мукачево, Ужгород і Чоп | Мукачево              | Собор Почаївської ікони Божої Матері          |
| Ніжинська               | 2007                          | Ніжинський і Прилуцький              | митрополит Климент (Вечеря)         | Чернігівська область: Бахмацький, Бобровицький, Борзнянський, Варвинський, Ічнянський, Коропський, Ніжинський, Носівський, Прилуцький, Срібнянський і Талалаївський райони, міста Ніжин і Прилуки | Ніжин                 | Собор святого Миколая Чудотворця              |
| Новокаховська           | 2007                          | Новокаховський і Генічеський         | митрополит Філарет (Звєрєв)         | Херсонська область: Бериславський, Великоолександрівський, Великолепетиський, Верхньорогачицький, Високопільський, Генічеський, Горностаївський, Іванівський, Каховський, Нижньосірогозький, Нововоронцовський і Новотроїцький райони, міста Каховка і Нова Каховка                                          | Нова Каховка          | Андріївський                                  |
| Овруцько-Коростенська   | 1993                          | Овруцький і Коростенський            | митрополит Віссаріон (Стретович)    | Житомирська область: Овруцький, Коростенський, Олевський, Хорошівський, Ємільчинський, Лугинський, Малинський, Народицький, Радомишльський і Брусилівський райони, місто Коростень | Овруч                 | Спасо-Преображенський собор                   |
| Одеська                 | 1925                          | Одеський та Ізмаїльський             | митрополит Агафангел (Саввін)       | Одеська область: Арцизький, Білгород-Дністровський, Біляївський,Болградський, Ізмаїльський, Кілійський, Лиманський, Овідіопольський, Ренійський, Саратський, Тарутинський, Татарбунарський райони, міста Білгород-Дністровський, Ізмаїл, Чорноморськ, Одеса, Теплодар та Південне                            | Одеса                 | Спасо-Преображенський собор                   |
| Олександрійська         | 2007                          | Олександрійський і Світловодський    | митрополит Боголеп (Гончаренко)     | Кіровоградська область: Бобринецький, Долинський, Знам'янський, Компаніївський, Новгородківський, Олександрівський, Олександрійський, Онуфріївський, Петрівський, Світловодський та Устинівський райони, міста Знам'янка, Олександрія та Світловодськ                                                        | Олександрія           | Покровський                                   |
| Полтавська              | 1803                          | Полтавський і Миргородський          | митрополит Филип (Осадченко)        | Полтавська область: Великобагачанський, Гадяцький, Диканський, Зіньківський, Карлівський, Кобеляцький, Котелевський, Машівський, Миргородський, Новосанжарський, Полтавський, Решетилівський, Чутівський і Шишацький райони, міста Гадяч, Горішні Плавні, Миргород і Полтава                                 | Полтава               | Свято-Макаріївський                           |
| Рівненська              | 1990                          | Рівненський і Острозький             | митрополит Пимен (Воят)             | Рівненська область: Гощанський, Дубенський, Демидівський, Здолбунівський, Корецький, Млинівський, Острозький, Радивилівський і Рівненський райони, міста Дубно, Острог і Рівне | Рівне                 | Воскресенський                                |
| Ровеньківська           | 2013                          | Ровеньківський і Свердловський       | архієпископ Аркадій (Таранов)       | Луганська область: Антрацитівський, Сорокинський, Лутугинський та Довжанський райони, міста Антрацит, Хрустальний, Сорокине, Ровеньки та Довжанськ | Ровеньки              | Собор Різдва Пресвятої Богородиці             |
| Роменська               | 2013                          | Роменський і Буринський              | єпископ Тихон (Софійчук)            | Сумська область: Буринський, Липоводолинський, Недригайлівський, Роменський райони, місто Ромни | Ромни                 | Святодухівський собор                         |
| Сарненська              | 1999                          | Поліський і Сарненський              | митрополит Анатолій (Гладкий)       | Рівненська область: Березнівський, Володимирецький, Дубровицький, Зарічненський, Костопільський, Рокитнівський і Сарненський райони, місто Вараш | Сарни                 | Свято-Покровський                             |
| Сєверодонецька          | 2007                          | Сєвєродонецький і Старобільський     | митрополит Никодим (Барановський)   | Луганська область: Білокуракинський, Кремінський, Новопсковський, Попаснянський, Сватівський, Старобільський і Троїцький райони; міста Рубіжне та Сєверодонецьк | Сєвєродонецьк         | Свято-Христо-Різдвяний                        |
| Сумська                 | 1945                          | Сумський і Охтирський                | митрополит Євлогій (Гутченко)       | Сумська область: Сумський, Охтирський, Білопільський, Великописарівський, Краснопільський, Лебединський, Липоводолинський, Недригайлівський, Роменський і Тростянецький райони, міста Охтирка, Лебедин, Ромни та Суми                                                                                        | Суми                  | Свято-Преображенський                         |
| Тернопільська           | 1988                          | Тернопільський і Кременецький        | митрополит Сергій (Генсіцький)      | Тернопільська область | Тернопіль             | собор Віри, Надії, Любові і матері їх Софії   |
| Тульчинська             | 1994                          | Тульчинський і Брацлавський          | митрополит Сергій (Аніцой)          | Вінницька область: Бершадський, Гайсинський, Іллінецький, Липовецький, Немирівський, Оратівський, Погребищенський, Теплицький, Тиврівський, Тростянецький, Тульчинський і Чечельницький райони, місто Ладижин                                                                                                | Тульчин               | Собор Різдва Христового                       |
| Уманська                | 2008                          | Уманський і Звенигородський          | митрополит Пантелеймон (Луговий)    | Черкаська область: Жашківський, Звенигородський, Лисянський, Маньківський, Монастирищенський, Тальнівський, Уманський і Христинівський райони, міста Ватутіне, Сміла та Умань | Умань                 | Миколаївський                                 |
| Харківська єпархія      | 1799, 1836                    | Харківський і Богодухівський         | митрополит Онуфрій (Легкий)         | Харківська область: Богодухівський, Валківський, Дергачівський, Зачепилівський, Золочівський, Кегичівський, Коломацький, Красноградський, Краснокутський, Лозівський, Нововодолазький, Первомайський, Сахновщинський, Харківський райони, міста Люботин, Лозова, Первомайський, Харків                       | Харків                | Благовіщенський собор                         |
| Херсонська єпархія      | 1837, 1991                    | Херсонський і Таврійський            | митрополит Іоанн (Сіопко)           | Херсонська область: Білозерський, Голопристанський, Каланчацький, Скадовський, Олешківський і Чаплинський райони, місто Херсон | Херсон                | Святодухівський                               |
| Хмельницька             | 1795, 1945 (1955, 1993, 2007) | Хмельницький і Старокостянтинівський | митрополит Віктор (Коцаба)          | Хмельницька область: Волочиський, Деражнянський, Красилівський, Летичівський, Старокостянтинівський, Старосинявський і Хмельницький райони, міста Старокостянтинів і Хмельницький | Хмельницький          | Покровський собор                             |
| Хустська                | 1994                          | Хустський і Виноградівський          | митрополит Марк (Петровцій)         | Закарпатська область: Виноградівський, Міжгірський, Рахівський, Тячівський і Хустський райони, місто Хуст | Хуст                  | Кирило-Мефодіївський собор                    |
| Черкаська               | 1992                          | Черкаський і Канівський              | митрополит Феодосій (Снігірьов)     | Черкаська область: Городищенський, Драбівський, Золотоніський, Кам'янський, Канівський, Катеринопільський, Корсунь-Шевченківський, Смілянський, Черкаський, Чигиринський, Чорнобаївський і Шполянський райони, міста Золотоноша, Канів і Черкаси                                                             | Черкаси               | Михайлівський собор                           |
| Чернівецько-Буковинська | 1944                          | Чернівецький і Буковинський          | митрополит Мелетій (Єгоренко)       | Чернівецька область | Чернівці              | Свято-Духівський                              |
| Чернігівська            | 988, 1648                     | Чернігівський і Новгород-Сіверський  | митрополит Амвросій (Полікопа)      | Чернігівська область: Городнянський, Козелецький, Корюківський, Куликівський, Менський, Новгород-Сіверський, Ріпкинський, Семенівський, Сосницький, Чернігівський і Сновський райони, місто Чернігів | Чернігів              | Троїцький                                     |
| Шепетівська єпархія     | 2007                          | Шепетівський і Славутський           | митрополит Євсевій (Дудка)          | Хмельницька область: Білогірський, Ізяславський, Полонський, Славутський, Теофіпольський і Шепетівський райони, міста Нетішин, Славута і Шепетівка | Шепетівка             | Михайлівський                                 |

- Скадовська єпархія УПЦ (МП)[7]